# Lacaune
Lacaune är en kommun i departementet Tarn i regionen Occitanien i södra Frankrike. Kommunen ligger i kantonen Lacaune som tillhör arrondissementet Castres. År 2022 hade Lacaune 2 469 invånare.

## Befolkningsutveckling
Antalet invånare i kommunen Lacaune
| Referens: INSEE |